# 蝶影紅梨記
《蝶影紅梨記》是香港著名粵劇劇作家唐滌生的粵劇劇本，改編自元代張壽卿的《紅梨記》。《蝶影紅梨記》是仙鳳鳴劇團的第三屆劇目，在1957年1月首演。此劇與《花田八喜》同為仙鳳鳴劇團的第三屆劇目。

## 劇情
山東才子趙汝州和汴京名妓謝素秋，兩人神交三載，因酬詩而互相傾慕。汝州題詩「花氣襲禪窗，夢入花間處，未睹花外人，此心先默許」；素秋付詩「斜倚碧紗櫥，題盡相思句，不見相思人，染下相思病」。惜二人從未謀面，元宵佳節，兩人相約普雲寺會面．無奈上天作弄，因事牽絆，一對有情人失諸交臂、無法相見。
丞相王黼通番賣國，以百二佳麗獻予金邦，素秋為仕女班頭。汝州知素秋被困相府，趕至相門，不得其入．兩人只能在隔門同聲一哭．王黼幕客劉公道，以移花接木計救走素秋．汝州心心不憤，追車欲見素秋；聞得車中佳人已死，傷心欲絕。
素秋與劉公道投靠汝州故友錢濟之，適值汝州亦到．濟之為汝州前途著想，不許素秋向汝州透露其身份，只可冒著為已故王太守之女紅蓮．素秋無奈，與濟之約法三章，並以詠梨詩一首鼓勵汝州。
翌曰，劉公道扮作花王，對汝州說紅蓮乃鬼物．汝州大驚，兩番失意，忍痛上京求名。素秋不想再留傷心地，遂轉投靠以前姊妹沈永新，詎料被沈永新出賣，被王丞相押回相府。王丞相垂涎素秋，欲獨佔花魁。
汝州高中狀元，官拜按察，奉命追查王丞相。在王黼欲舉行納寵儀式之際，汝州突然趕到，見堂中遍插紅梨花，心覺詫異；後經素秋，劉公道及錢濟之解釋，才知真相．王黼俯首伏罪．汝州公義私情，兩者兼得．最終汝州與素秋，有情人終成眷屬。

## 場目
1. 第一場：〈詩媒〉
2. 第二場：〈隔門〉
3. 第三場：〈咫尺天涯〉
4. 第四場：〈盤秋托寄〉
5. 第五場：〈窺醉〉
6. 第六場：〈亭會〉
7. 第七場：〈詠梨〉
8. 第八場：〈賣友歸主〉
9. 第九場：〈宦遊三錯〉

## 演員
1957年粵劇《蝶影紅梨記》首演時的開山演員：
| 演員   | 角色   | 簡介                             |
| 任劍輝 | 趙汝州 | 山東才子                         |
| 白雪仙 | 謝素秋 | 汴京名妓                         |
| 梁醒波 | 劉公道 | 丞相之幕客，以移花接木計救走素秋 |
| 靚次伯 | 王黼   | 丞相，垂涎素秋，欲獨佔花魁       |
|        | 錢濟之 | 趙汝州之故友                     |
|        | 沈永新 | 謝素秋之姊妹，已失寵的相爺姬妾   |

## 電影版本
電影版的《蝶影紅梨記》在1959年9月上映，由李鐵導演，下列為演員表。
- 任劍輝 飾 趙汝州
- 白雪仙 飾 謝素秋
- 梁醒波 飾 劉公道
- 靚次伯 飾 王黼
- 梁素琴 飾 沈永新
- 英麗梨 飾 馮飛燕
- 張醒非 飾 梁師成
- 馮惠民 飾 錢夫人